# Vladimir Iliev
Vladimir Iliev (in bulgaro Владимир Илиев?; Trojan, 17 marzo 1987) è un biatleta bulgaro.

## Biografia

### Stagioni 2005-2013
Vladimir Iliev, originario di Loveč e attivo dalla stagione 2004-2005, ha esordito in Coppa del Mondo il 1º dicembre 2007 a Östersund in sprint (105º) e ai Campionati mondiali ad Anterselva 2007, dove si è classificato 63º nell'individuale, 86º nella sprint, 18º nella staffetta e 18º nella staffetta mista; ai Mondiali di Östersund 2008 si è piazzato 96º nella sprint e 20º nella staffetta e a quelli di Pyeongchang 2009 32º nell'individuale, 84º nella sprint e 11º nella staffetta.
Ai XXI Giochi olimpici invernali di Vancouver 2010, sua prima presenza olimpica, è stato 78º nell'individuale, 82º nella sprint e 16º nella staffetta; ai Mondiali di Chanty-Mansijsk 2011 si è classificato 58º nell'individuale, 67º nella sprint e 16º nella staffetta, a quelli di Ruhpolding 2012 16º nell'individuale, 56º nella sprint e 17º nella staffetta e a quelli di Nové Město na Moravě 2013 41º nella sprint, 38º nell'inseguimento, 9º nella staffetta e non ha completato l'individuale.

### Stagioni 2014-2025
Ai XXII Giochi olimpici invernali di Soči 2014 si è piazzato 38º nell'individuale, 59º nella sprint, 54º nell'inseguimento e 14º nella staffetta; ai Mondiali di Kontiolahti 2015 è stato 27º nell'individuale, 8º nella sprint, 6º nell'inseguimento, 25º nella partenza in linea, 16º nella staffetta e 18º nella staffetta mista, a quelli di Oslo 2016 21º nell'individuale, 10º nella sprint, 24º nell'inseguimento, 21º nella partenza in linea, 13º nella staffetta e 16º nella staffetta mista e a quelli di Hochfilzen 2017 24º nell'individuale, 13º nella sprint, 18º nell'inseguimento, 20º nella partenza in linea, 9º nella staffetta e 17º nella staffetta mista. Ai XXIII Giochi olimpici invernali di Pyeongchang 2018 si è classificato 19º nell'individuale, 54º nella sprint, 46º nell'inseguimento, 16º nella staffetta e 17º nella staffetta mista; ai Mondiali di Östersund 2019 ha vinto la medaglia d'argento nell'individuale e si è piazzato 38º nella sprint, 37º nell'inseguimento, 29º nella partenza in linea, 9º nella staffetta e 21º nella staffetta mista.

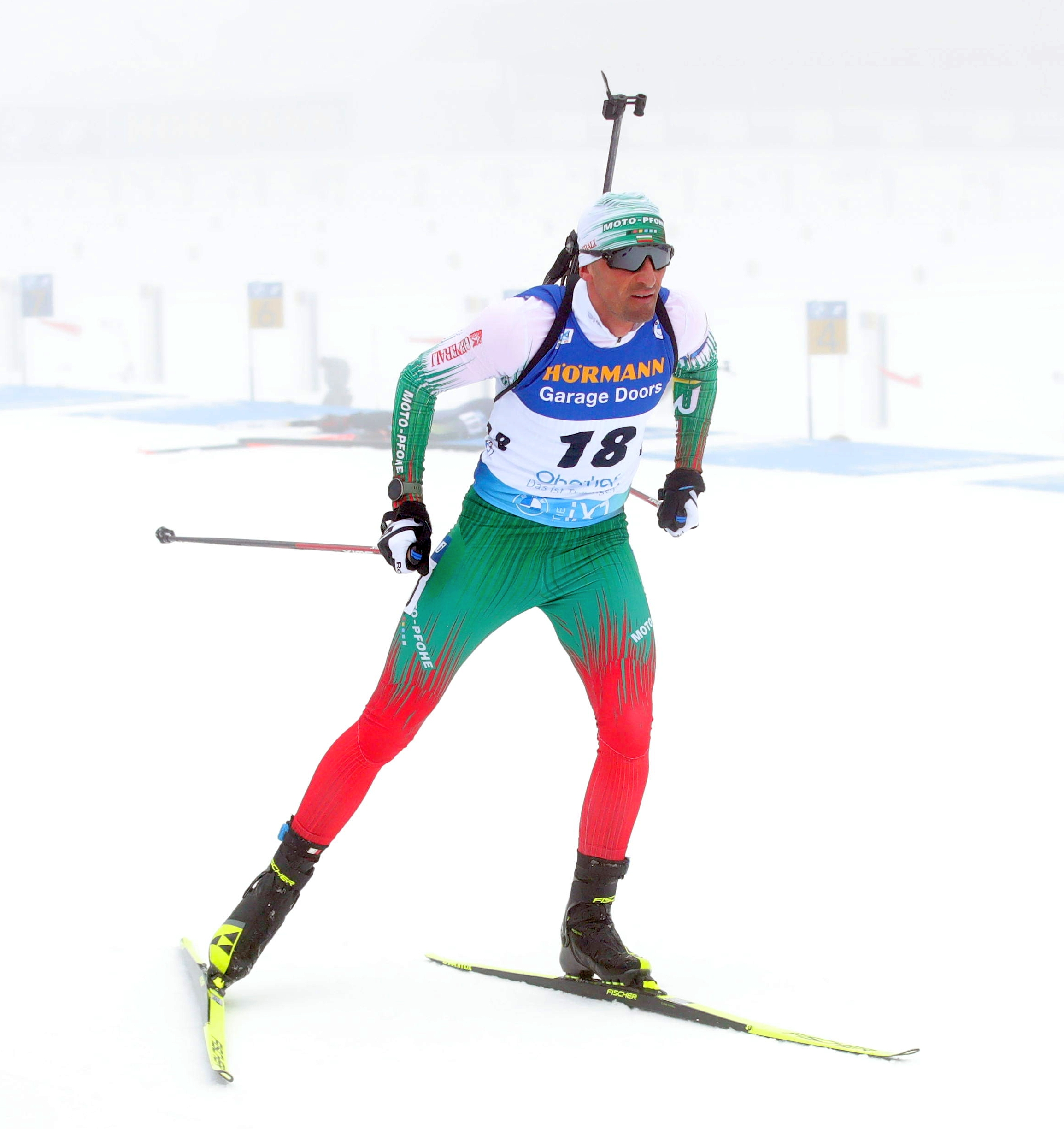
Vladimir Iliev in gara nella sprint dei Mondiali di Oberhof 2023

A Mondiali di Anterselva 2020 è stato 54º nell'individuale, 58º nella sprint, 44º nell'inseguimento, 11º nella staffetta e 24º nella staffetta mista e a quelli di Pokljuka 2021 12º nell'individuale, 56º nella sprint, 37º nell'inseguimento, 16º nella staffetta, 15º nella staffetta mista e 19º nella staffetta mista individuale; ai XXIV Giochi olimpici invernali di Pechino 2022 si è classificato 61º nell'individuale, 31º nella sprint, 25º nell'inseguimento, 18º nella staffetta e 19º nella staffetta mista. Ai Mondiali di Oberhof 2023 si è piazzato 28º nell'individuale, 20º nella sprint, 16º nell'inseguimento, 29º nella partenza in linea e 17º nella staffetta mista, a quelli di Nové Město na Moravě 2024 54º nell'individuale e 22º nella staffetta mista e a quelli di Lenzerheide 2025 56º nell'individuale, 25º nella sprint, 54º nell'inseguimento, 15º nella staffetta e 15º nella staffetta mista.

## Palmarès

### Mondiali
- 1 medaglia:
  - 1 argento (individuale[1] a Östersund 2019)

### Coppa del Mondo
- Miglior piazzamento in classifica generale: 25º nel 2015

### Europei
- 3 medaglie:
  - 1 oro (sprint a Duszniki-Zdrój 2017)
  - 2 bronzi (individuale a Otepää 2015; partenza in linea a Tjumen' 2016)